# Idaea bucephalaria
Idaea bucephalaria är en fjärilsart som beskrevs av Pierre Chrétien 1909. Idaea bucephalaria ingår i släktet Idaea och familjen mätare. Inga underarter finns listade i Catalogue of Life.